# Битва при Франкенхаузене
Битва при Франкенхаузене 15 мая 1525 года — сражение Немецкой крестьянской войны, в котором восставшие под предводительством Томаса Мюнцера были полностью разгромлены армией князей. Сам Мюнцер был схвачен и обезглавлен в Мюльхаузене 27 мая после того, как его доставили в крепость Хельдерунген и подвергли пыткам.

## События во Франкенхаузене

### До битвы
С конца апреля 1525 года Франкенхаузен превратился в центр крестьянского восстания в Тюрингии. 29 апреля вокруг Франкенхаузена уже собирались многочисленные фермеры — в городе вспыхнуло восстание, в которое было вовлечено более половины мелкой буржуазии, большая часть солеваров и почти половина старателей. Обещание Мюнцера переехать во Франкенхаузен с группой возле Гермара/Мюльхаузена, которая в то время могла насчитывать 10 тыс. человек из 370 городов и деревень, активизировало повстанцев, к которым на следующий день также присоединились разбившие лагерь за городом фермеры. Ратуша была занята, совет свергнут, замок Франкенхаузен и женский монастырь св. Георгия взяты штурмом, документы, долговые сертификаты и городская печать уничтожены. Кроме того, повстанцы изложили свои требования в 14 статьях, основанных на двенадцати статей. Другие повстанцы из графств Шварцбург, Мансфельд, Штольберг, а также из Альбертинских и Эрнестинских владений двинулись внутрь. 3 мая их было уже более 4 тысяч человек, так что графы Шварцбург и Штольберг покорились превосходящей силе повстанцев.

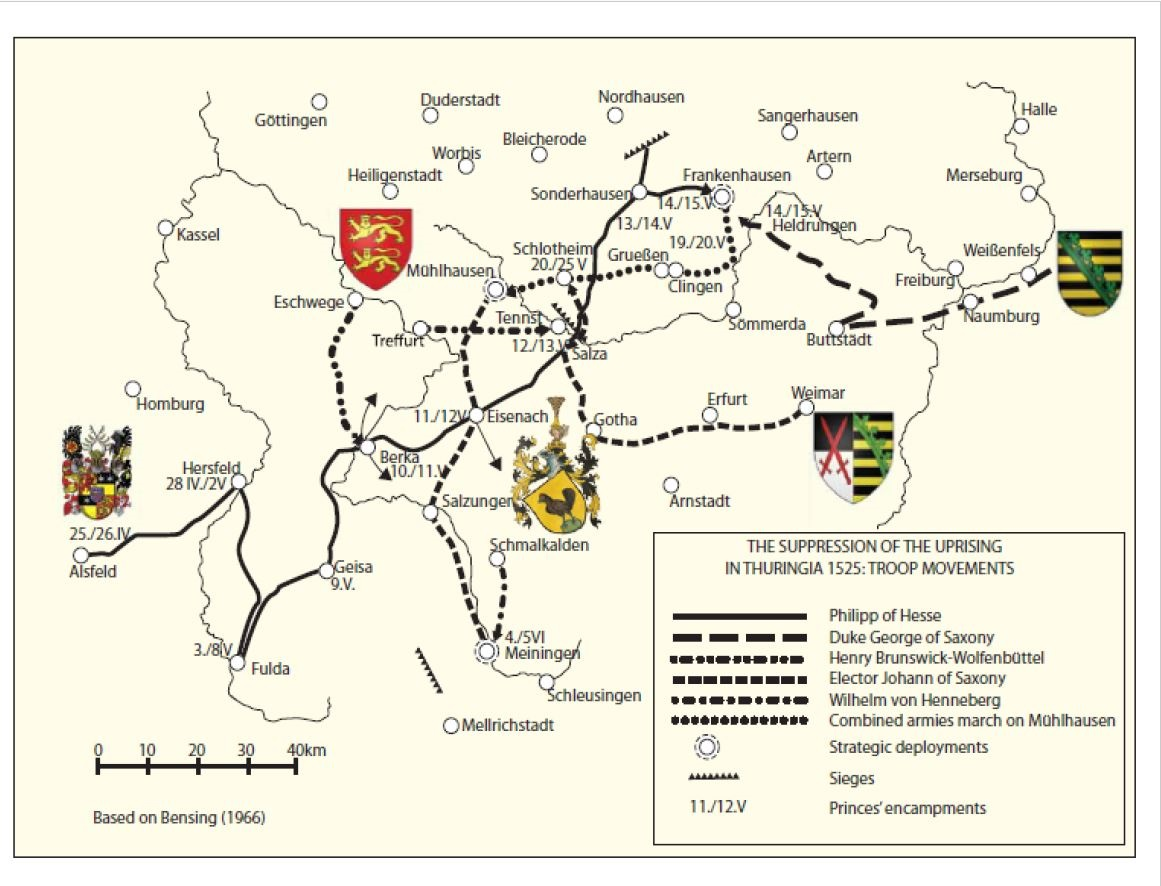
Поход княжеских армий до и после битвы.

После того, как 29 апреля Мюнцер пообещал, что Мюльхаузерская и Тюрингенская груды не материализуются, а графы Шварцбург и Штольберг будут подавлены, умеренные силы во франкенхаузерской груде на короткое время набрали силу. Действия против окрестных монастырей были прекращены, и повстанцам из района Альштедт — Зангерхаузен — Мансфельд был предоставлен отпуск с возвращением в строй по вызову. Около 4 мая во Франкенхаузен прибыли объединённые мюльхаузенские и тюрингские войска с участниками Эйхсфельдской кампании во главе с Генрихом Пфайффером. После того, как 4 мая наемники графа фон Мансфельда подожгли Ринглебен неподалеку, повстанцы во главе с Бонавентурой Кюршнером снова предприняли наступление на соседние города, монастыри и замки, в том числе против Артерна, монастыря в Гёллингене, Арнсберга, Валльхаузена, мостов и Байхлингена.
10 мая Мюнцер выступил из Мюльхаузена с 300 людьми, 8 ружьями для телег и радужным флагом (белый флаг с радугой и словами «Verbum domini maneat in aeternum» («Слово Господне пребудет навеки»)) во Франкенхаузен, куда он прибыл около полудня 11 мая. Вряд ли можно было ожидать поддержки франконских повстанцев из других областей, так как земледельцы во многих местах уже сдались и отступили в результате переговоров или были разгромлены княжескими войсками.
После роспуска Веррахауфена, казни его лидеров 11 мая в Эйзенахе и известия о том, что Мюнцер находится на пути во Франкенхаузен со своими сторонниками, ландграф Филипп Гессенский повел гессенско-брауншвейгскую армию из Берки через Эйзенах во Франкенхаузен. Альбертинский герцог Георг Саксонский, находившийся в Лейпциге с начала мая, двинулся в Хельдрунген со своей саксонской армией, состоящей из усиленной собранной Мансфельдами знатью из северо-восточной Тюрингии.

### 14 мая
В утренние часы 14 мая восставшие отразили три атаки гессенско-брауншвейгской армии западнее Франкенхаузена. После этого успеха большая часть франкенхаузеровского войска покинула город и заняла позиции за огороженной телегами возвышенности на месте нынешнего Шлахтберга, куда перенесли пушки с городской стены. Вечером ландграф Филипп призвал повстанцев сложить оружие и выдать Мюнцера и капитанов. Умеренные силы подключились к переговорам с князьями, в ходе которых, по-видимому, было согласовано временное прекращение огня. Тем временем княжеское войско использовало время для подготовки военного удара по восставшим. Княжеская артиллерия была выведена на высоты на восточном фланге, откуда можно было обстрелять крестьянский обозный комплекс.

## Сражение

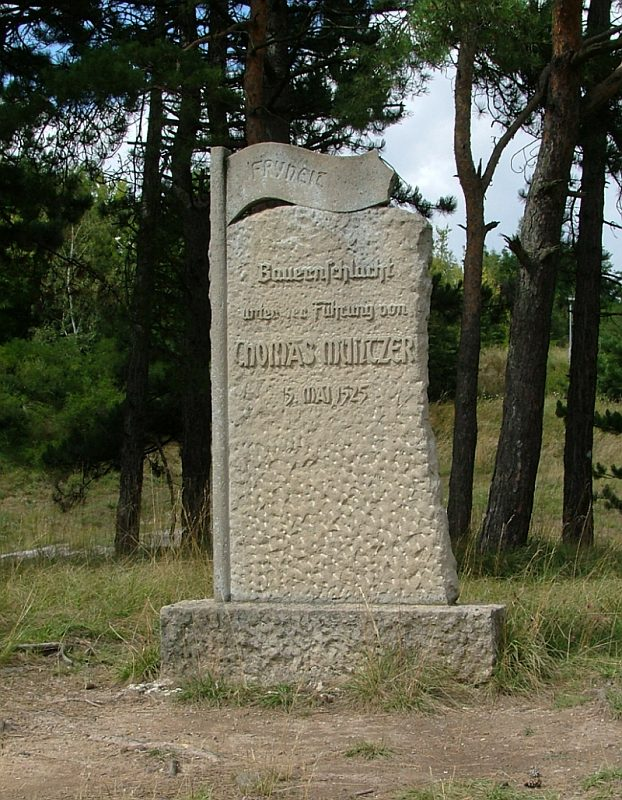
Памятный камень на поле боя.

15 мая гессенско-брауншвейгская армия соединилась с армией альбертинцев, которую возглавлял Аше фон Крамм. Повстанцы и ранее тщетно пытались помешать войскам соединиться пушечным огнем. Таким образом, против примерно 8 тыс. повстанцев противостояло не менее 6 тыс. ландскнехтов и всадников, имевших на вооружении не менее 15 ружей, орудий, использовавшихся в качестве оружия (косы, серпы, цепы, вилы) и оружия горняков, допущенных к ношению оружия (пики, алебарды, короткие мечи) противоположные стороны князей. Княжеские войска были развернуты таким образом, что у повстанцев не было возможности вырваться из своего обозного комплекса.
Было согласовано ещё одно трехчасовое прекращение огня. Тем временем в стане франкенхаузеровского объединения шли споры о требовании выдачи Мюнцера и его сторонников, которое в итоге отклонили. Мюнцер в последний раз проповедовал повстанцам.
В то время как повстанцы все ещё находились под впечатлением проповеди Мюнцера, княжеская армия нарушила согласованное перемирие и неожиданно и яростно атаковала артиллерией, кавалерией и пехотой. Крестьяне были застигнуты врасплох и запаниковали. У них не было времени взяться за оружие или организовать бой. Масса мятежников в панике бежала в город и по дороге была перебита княжескими войсками. Единственный путём отступление у крестьян был город, где на них напали наёмники, только нескольким повстанцам удалось бежать, в том числе Хансу Хуту.
В непосредственном бою погибло не менее 6 тыс. крестьян. В плен попало 600 повстанцев, из которых были 300 казнены 16 мая перед ратушей Франкенхаузена или на месте боя. Аше фон Крамм выступал за более мягкое наказание от имени курфюрста, иначе всех пленных казнили-бы.
Томаса Мюнцера выследилт в городе и передал графу Эрнсту фон Мансфельду и Филиппу Гессенскому. Затем Мюнцер был допрошен и подвергнут пыткам в замке Хельдерунген и казнен 27 мая 1525 года в лагере княжеской армии близ Мюльхаузена.
Деревни, участвовавшие в франконском крестьянском восстании, впоследствии подверглись очень высоким штрафам и искам о возмещении ущерба от духовенства и светской знати, которые, в основном были чрезмерными и во много раз превышали реальный ущерб.